# Río Dlaboka

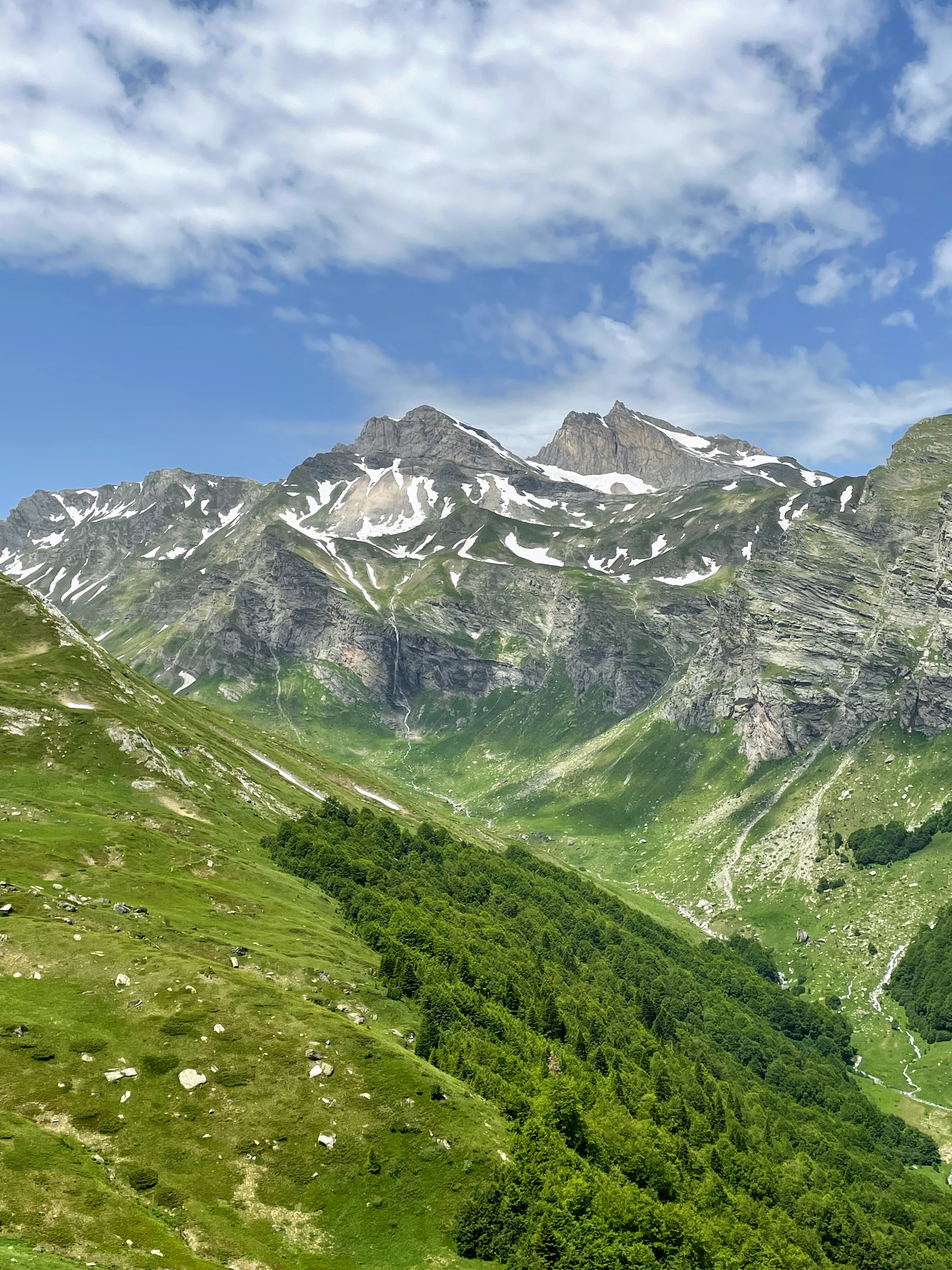
El valle superior de Dlaboka Reka, con la cascada al fondo

El río Dlaboka ( en macedonio: Длабока река , Dlaboka Reka; en albanés: Përroi i Thellë), que literalmente significa río profundo, es un río en el oeste de Macedonia del Norte ubicado en la región de Upper Reka. Es un afluente izquierdo del río Ribnička, que es uno de los afluentes más grandes del río Radika. Su fuente está en lo alto del monte Korab, formando un valle escarpado que es uno de los pocos lugares con clima alpino en Macedonia del Norte.
La famosa cascada Korab se encuentra cerca del nacimiento del río.41°45′47.22″N 20°32′15.24″E / 41.7631167, 20.5375667. El río pasa por el pueblo abandonado de Žužnje, luego entra en el cañón bajo los pueblos de Nistrovo y Bibaj, y después desemboca en el río Ribnička.
El curso superior del río fluye a través de un típico valle glaciar en forma de U. El valle se estrecha en la parte inferior y forma un cañón.
El valle del río Dlaboka fue designado como patrimonio natural de la UNESCO en la 44. sesión de la UNESCO de julio de 2021, incluido en los bosques de hayas antiguos y primitivos de los Cárpatos y otras regiones de Europa